# Berkengalmot
De berkengalmot (Lampronia fuscatella) is een vlinder uit de familie yuccamotten (Prodoxidae). De wetenschappelijke naam is voor het eerst geldig gepubliceerd in 1848 door Tengstrom.
De soort komt voor in Europa.